# Neumarkt im Tauchental
Der Ort Neumarkt im Tauchental (ungarisch Felsőkethely, Kethely, kroatisch Ketelj) ist ein Ortsteil von Stadtschlaining.
Neumarkt im Tauchental ist ein Schmalangerdorf südlich von Stadtschlaining. Von der katholischen Pfarrkirche hl. Nikolaus erstreckt sich westlich ein Anger. Im Süden des Angers sind eine Reihe von Streckhöfen mit Walmgiebel. In der Scheidestraße ist eine Gruppe von Streckhöfen und Hakenhöfen.
Die erste chronistische Erwähnung war 1289 mit der Bezeichnung Niclastuern, die erste urkundliche Erwähnung 1325 mit Kedhel. Der Ort ist eine alte deutsche Siedlung. Im 16. Jahrhundert siedelten auch Kroaten zu.

## Kultur und Sehenswürdigkeiten
- Katholische Pfarrkirche Neumarkt im Tauchental

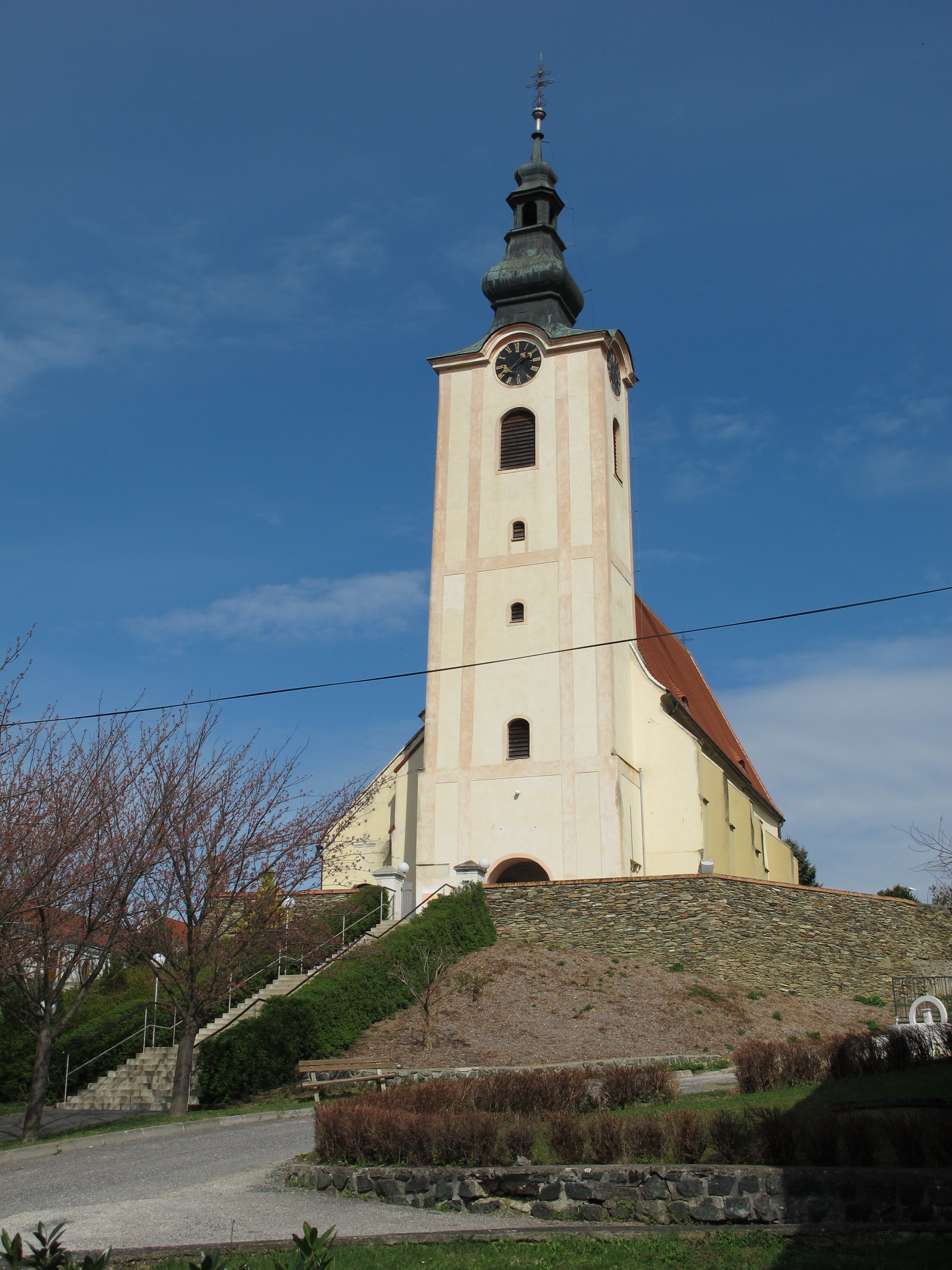
Pfarrkirche Neumarkt im Tauchental
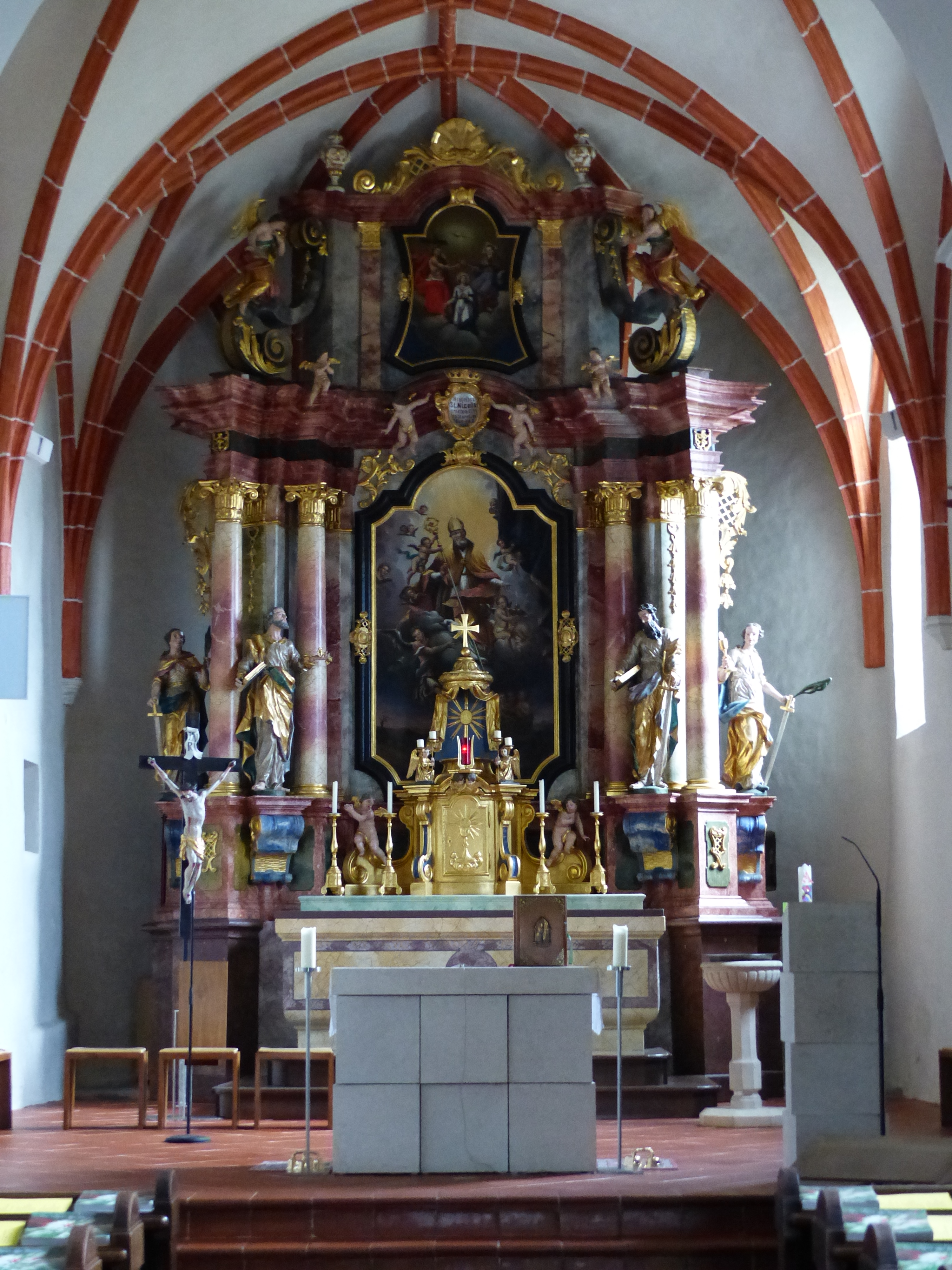
Hochaltar der Pfarrkirche
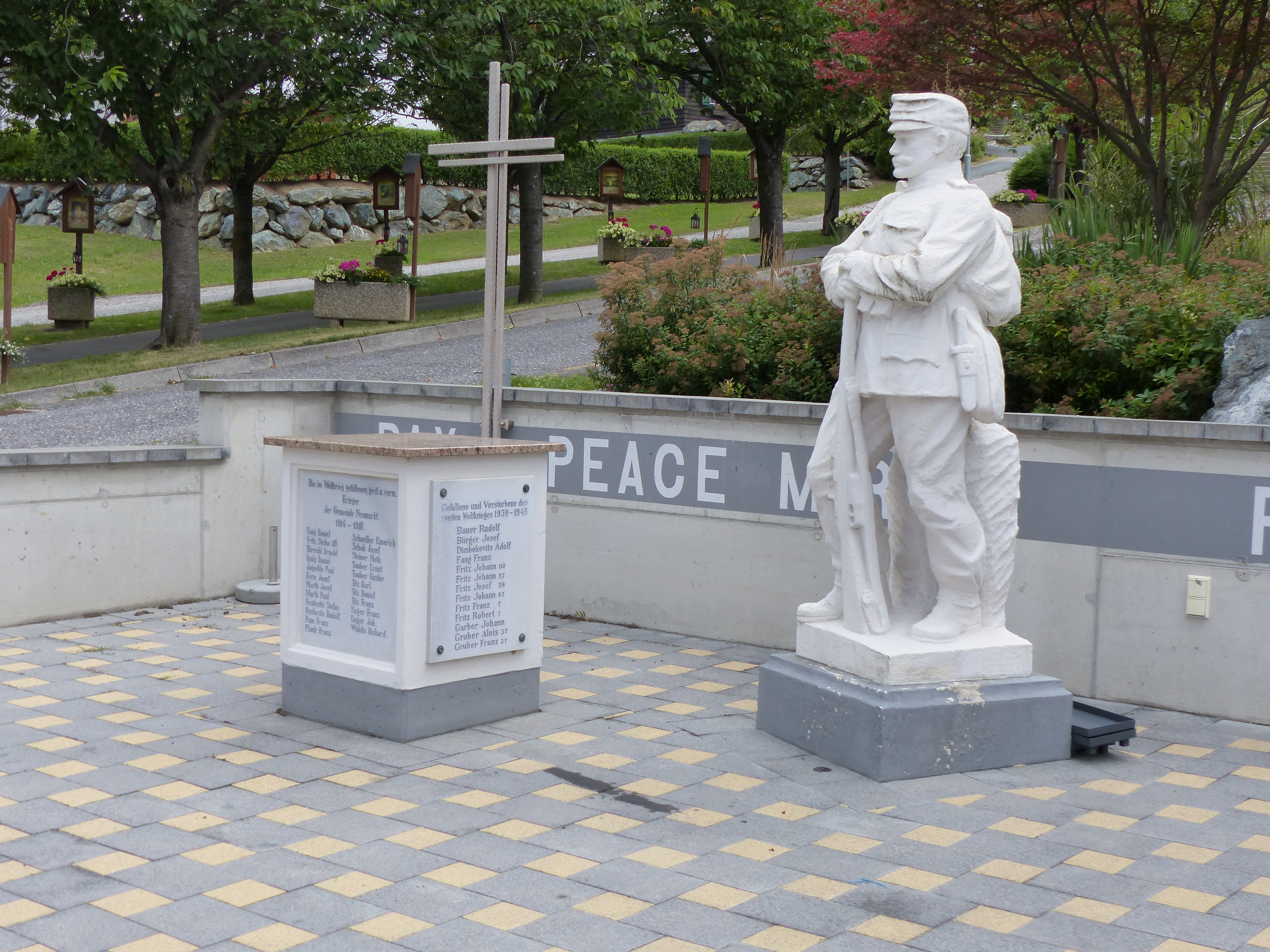
Kriegerdenkmal
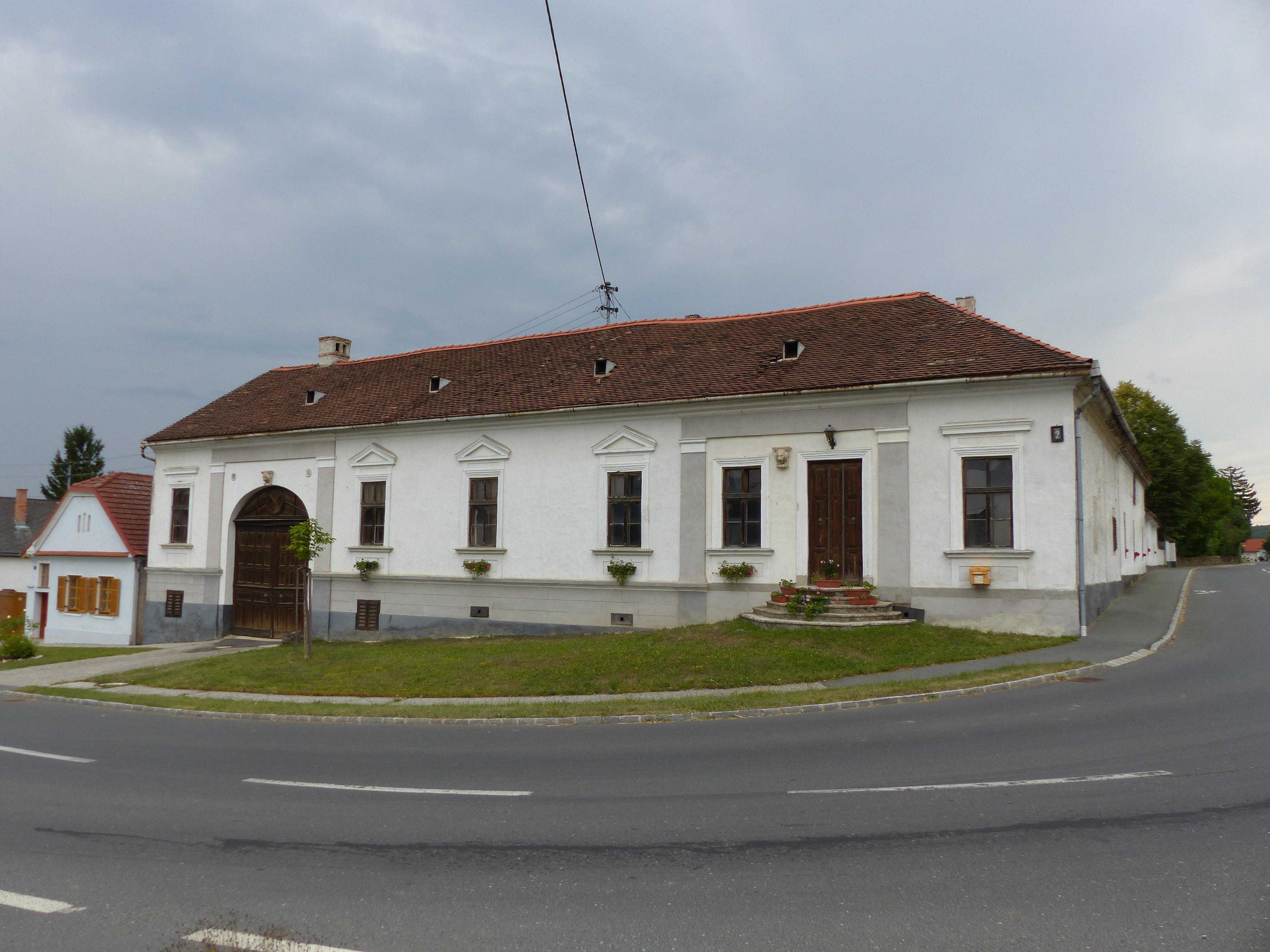
Ehemaliger Gasthof (denkmalgeschützt)